# ある母親の物語

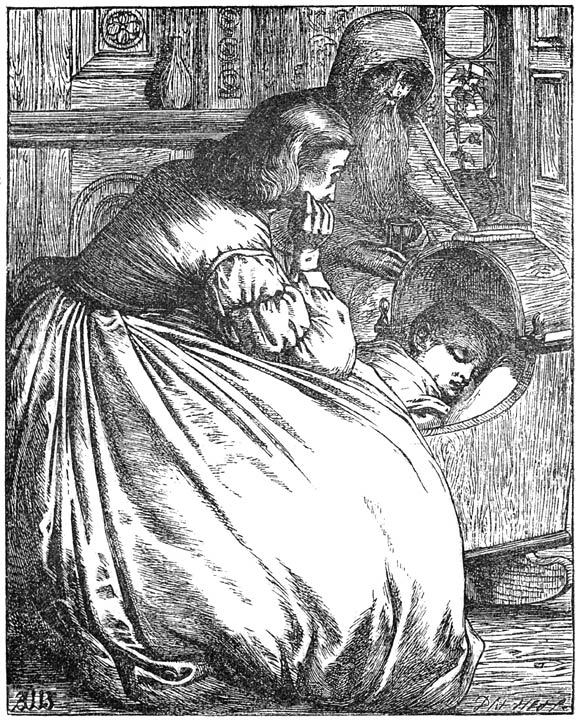
ある母親の物語（Alfred Walter Bayes, Dalziel Brothers）

ある母親の物語（あるははおやのものがたり　丁: Historien om en Moder）は、ハンス・クリスチャン・アンデルセンの創作童話の一つ。

## 出版
本作品は『新童話集 第二巻第二冊（丁: Nye Eventyr. Andet Bind. Anden Samling.）』に『古い家』『木のしずく』『マッチ売りの少女』『幸福な一家』『カラー』とともに収録され、1848年3月にコペンハーゲンで刊行された。
また、1875年にはデンマークの文献学者ヴィルヘルム・トムセンによって、アンデルセン生誕70年を記念して当時収集することができた本作品の15ヶ国語訳を集めた特製本がロンドン・ライプツィヒ・コペンハーゲンから出版された。

## あらすじ
一人の母親と病気で今にも死にそうな子どもがいた。二人が住む家に老人が訪れるが、母親がうたた寝し目を覚ますと、老人は子どもを連れ去っていた。この老人は死神であった。母親は表に飛び出て死神を追う。
母親が女に死神の行き先を尋ねると、女は教える代わりに子守唄を歌ってくれと母親に求める。いつも子どもに聞かせていた子守唄をすべて歌って聞かせると、女は母親に死神の行方を教える。母親が教えられた道を行くとまた分かれ道があり、そこに立っていたイバラのやぶに死神の行き先を尋ねると、イバラのやぶは母親の胸で自分をあたためてくれと求める。母親がイバラのやぶを胸に抱いて暖めると、イバラのとげが体に刺さり血が流れたが、イバラは母親に死神が進んだ道を教える。やがて母親は大きな湖の畔に出る。湖は母親に、真珠のような澄んでいる目玉を差し出せば死神が住んでいる向こう岸まで届けてやると言う。母親が二つの目玉を差し出すと、湖は母親を死神が住んでいる温室まで運んだ。
死神の温室には人間たち一人ひとりの寿命を示す木や花が植えてあった。ある人を表す木花が枯れるとその人は死んでしまうのであった。母親は木花を世話している老婆にどれが子どもの木花か尋ねるが、老婆は木花の心臓の鼓動でわが子がわかるはずだと言う。そして、死神が帰って来たときに子どもを救う方法を教えてやる代わりに母親の美しい黒髪をくれと求める。母親が老婆に髪を渡すと、母親の髪の毛は老婆の真っ白な髪になってしまう。
目が見えない母親が鼓動を頼りに子どもの花を見つけると、老婆は、子どもの花を死神が抜くのなら他の花も抜いてしまうと死神を脅せばよいと母親に教える。死神が帰ってくると、母親は教えられたとおりに死神を脅す。しかし死神は、関係のない花を抜くことは他の母親を自分と同じような不幸に落とすことになると母親を諭す。そして湖から拾ってきた目玉を母親に返し、そばの井戸の中を覗いてみるように言う。井戸にはわが子の行く末と、母親が引き抜こうとした子の行く末が写っていた。一方はとても不幸な人生、もう一方は幸福な人生であったが、どちらがどちらかはわからない。母親は子どもを神様の御心に従って神の国に連れて行ってほしいと懇願する。すると、死神は子どもを連れて神の国に行ってしまった。